# Міжнародні рейтинги Греції
Міжнародні рейтинги Греції відображають позиції Грецької Республіки серед інших країн світу за загальними статистичними показниками, а також спеціальними соціальними, економічними, політичними індексами та рейтингами.

## Площа та демографія
| Показник                                  | Значення                         | Позиція/серед  | Джерело     |
| ----------------------------------------- | -------------------------------- | -------------- | ----------- |
| Площа                                     | 131 957 км²                      | 96/всі країни  | 2009        |
| Населення                                 | 10 737 428 осіб                  | 75/всі країни  | липень 2009 |
| Густота населення                         | 85 осіб/км²                      | 113/всі країни | 2010        |
| Темпи зростання населення                 | 0.127%                           | 188/всі країни | 2009        |
| Народжуваність                            | 9,45 на 1 тис.                   | 206/всі країни | 2009        |
| Смертність                                | 10,51 на 1 тис.                  | 55/всі країни  | 2009        |
| Чистий показник міграції                  | 2,33 на 1 тис.                   | 37/всі країни  | 2009        |
| Очікувана тривалість життя при народженні | 79,66 77,11 — чол.; 82,37 — жін. | 26/всі країни  | 2009        |

## Оцінки та індекси

### Соціальні
| Назва рейтингу                              | Джерело                     | Позиція/серед | Рік  | Коментар |
| ------------------------------------------- | --------------------------- | ------------- | ---- | --- |
| Індекс розвитку людського потенціалу (ІРЛП) | Програма розвитку ООН       | 25/177        | 2007 | Високий ІРЛП |
| Індекс освіти                               | Програма розвитку ООН       | 10/177        | 2008 | Оцінюється не стільки якість, як середня тривалість навчання особи за життя. Цей індекс — складова ІРЛП (вага 1/3).                                                                                                 |
| Державні витрати на освіту                  | Довідник ЦРУ з країн світу  | 91/177        | 2005 | Державні витрати на початкову освіту в Греції 2008 року склали 2 097 154 000 €, на середню освіту — 2 523 807 650 €; вищу університетську освіту — 1 078 554 000 € та в інститутах технічної освіти — 409 576 000 € |
| Індекс якості життя                         | Economist Intelligence Unit | 22/111        | 2005 | Значення індексу 7,163 із 10 можливих балів. |
| Індекс задоволеності життям                 | Едріан Вайт, соціопсихолог  | 84/ 178       | 2007 | Значення індексу 210. Тотожний показник мають Бразилія, Китай, Куба |
| Частка користувачів Інтернету               | Internet World Stats        | 45/195        | 2009 | 4 932 495 користувачів інтернету, що становить 46.0% населення країни. |
| Індекс гендерної нерівності                 | Світовий економічний форум  | 85/134        | 2009 | Щороку значення індексу погіршується: 2008 року Греція посідала 75 місце, 2007 — 72, 2006 — 69. |
| За відсотком дорослого населення з ВІЛ/СНІД | Довідник ЦРУ з країн світу  | 99/ 170       | 2009 | Загальна кількість інфікованих дорослих 11 тисяч осіб. Щорічна смертність від ВІЛ/СНІД — менше 100 осіб. |

#### Охорона здоров'я
| Назва рейтингу               | Джерело                        | Позиція/серед | Рік  | Коментар |
| ---------------------------- | ------------------------------ | ------------- | ---- | --- |
| Споживання цигарок на особу  | World Lung Foundation          | 1/121         | 2007 | Найвищий показник у світі. |
| Споживання алкоголю на особу | Всесвітня організація здоров'я | 30/121        | 2003 | В середньому особа від 15 років споживає 9,0 л алкоголю на рік. |
| Індекс частоти актів суїциду | Всесвітня організація здоров'я | 83/104        | 2008 | Серед країн, що входять до ОЕСіР Греція посідає 29 позицію із 30. |
| Індекс материнства           | Save the Children              | 23/110        | 2007 | Індекс розраховується виходячи із показників здоров'я жінок, їх тривалості життя, ризику смерті під час пологів; низки економічних, політичних та соціальних факторів |

### Економічні
Економіка Греції посідає 37-ме місце у світі за показником росту валового внутрішнього продукту та 33-те — за паритетом купівельної спроможності. За даними індексу розвитку людського потенціалу 2007 року включно, оприлюдненими 5 жовтня 2009 року, Греція посідає 25 місце у світі і належить до групи «розвинених країн»
Міжнародне рейтингове агентство Standard & Poor's через сумніви аналітиків у спроможності уряду Греції вивести країну із боргової кризи, у квітні 2010 року понизило довгостроковий суверенний рейтинг з «BBB+» до «BB+», а короткостроковий — з «А-2» до «В». Напередодні Eurostat підвищив оцінку дефіциту бюджету в 2009 році з 12,9 до 13,6% ВВП, при тому що національний борг Греції становить 300 млрд євро і вже перевищив ВВП.
За даними 2009 року спеціального комітету Єврокомісії з дотримання прав інтелектуальної власності, Греція посідає перше місце в Євросоюзі за кількістю конфіскованого контрафакту. Вартість вилучених підробних та піратських товарів сягнула з 3,6 млн товарів в 2008 до 21,9 млн товарів в 2009 році (загалом в ЄС — 178,9 млн товарів). За Грецією слідують Нідерланди (17.9 млн товарів), Італія (12.9 млн товарів) та Болгарія (11.3 млн товарів). Найбільші постачальники контрафакту в Грецію: Китай (64% підробок), Об'єднані Арабські Емірати та Єгипет.
| Показник                                                               | Рік      | Позиція/серед                     | Джерело |
| ---------------------------------------------------------------------- | -------- | --------------------------------- | ------- |
| Міжнародний валютний фонд-GDP (номінал)                                | 2008     | 27/182                            |         |
| Міжнародний валютний фонд-GDP (номінал) на душу населення              | 2008     | 27/181                            |         |
| Міжнародний валютний фонд-GDP (PPP)                                    | 2008     | 33/182                            |         |
| Міжнародний валютний фонд-GDP (PPP) на душу населення                  | 2008     | 26/182                            |         |
| Програма розвитку ООН-HDI                                              | 2007     | 25/182                            |         |
| The Heritage Foundation-Індекс економічної свободи                     | 2009     | 81/179                            |         |
| Всесвітній економічний форум-Глобальна доповідь конкурентоспроможності | 20010-11 | 83/139 (за період 2009-10 71/133) |         |
| IMD-World Competitiveness Yearbook                                     | 2009     | 52/57                             |         |

### Політичні
| Назва рейтингу               | Джерело                 | Позиція/серед | Рік  | Коментар |
| ---------------------------- | ----------------------- | ------------- | ---- | --- |
| Індекс демократії            | The Economist           | 22/167        | 2008 | Повна демократія |
| Індекс сприйняття корупції   | Трансперенсі Інтернешнл | 71/180        | 2009 | Значний ступінь корумпованості |
| Індекс свободи преси         | Репортери без кордонів  | 70/178        | 2010 | Значення індексу 19,0. Для порівняння: 2008 року Греція посідала 31 місце у світі зі значенням індексу 7,50; 2009 року - 35 зі значенням індексу 9,0. |
| Індекс недієздатності держав | Фонд миру               | 147/177       | 2009 | Греція належить до категорії країн із прийнятною стабільністю.                                                                                        |